# Makenzie Leigh

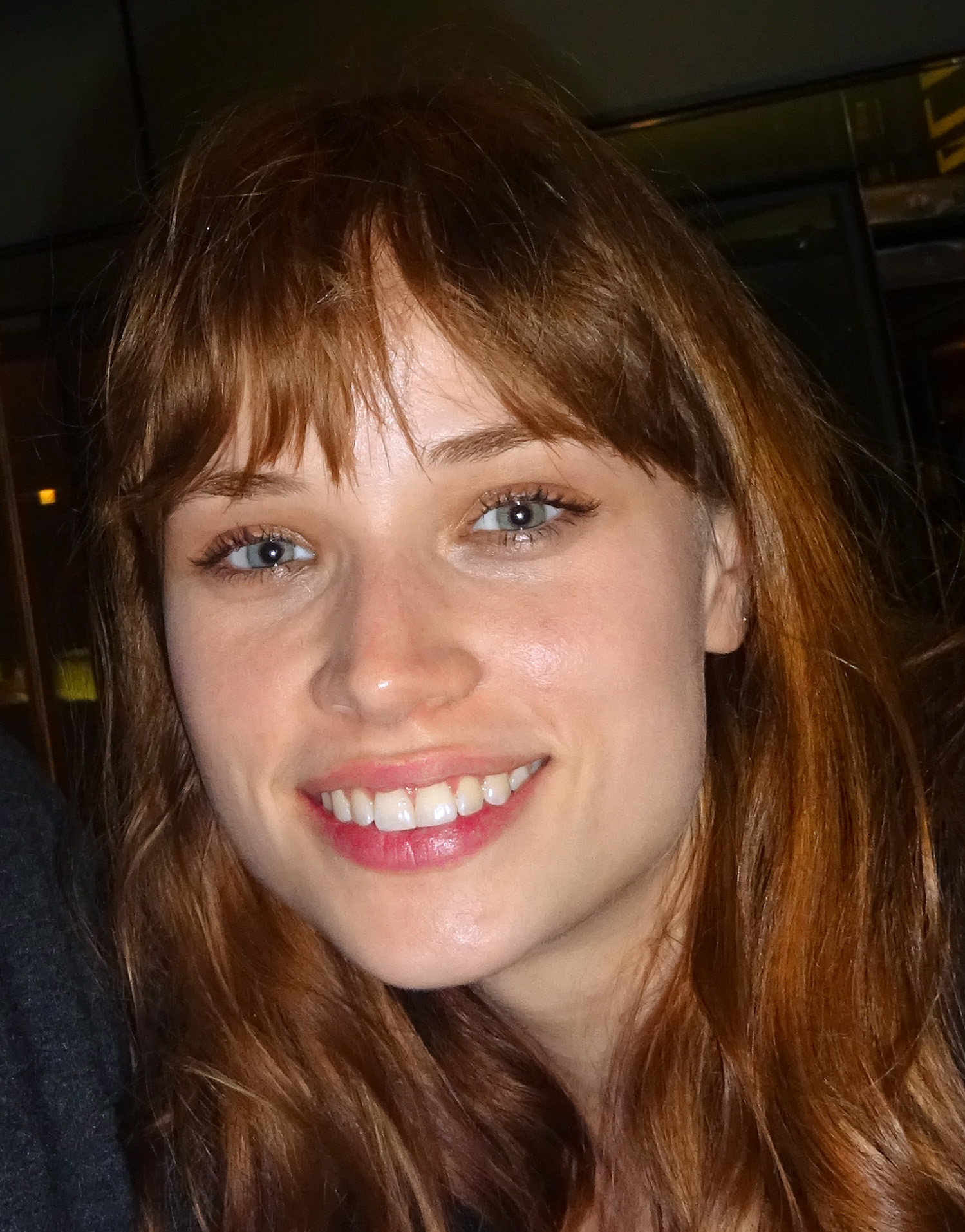
Makenzie Leigh (2016)

Makenzie Leigh (* 8. August 1990 in Dallas, Texas) ist eine US-amerikanische Schauspielerin.

## Leben und Karriere
Makenzie Leigh stammt aus Dallas, im US-Bundesstaat Texas. Während der Schulzeit träumte sie davon Ballerina zu werden. Nach dem Abschluss verließ sie Texas als Achtzehnjährige und zog nach New York City, um eine Karriere als Autorin starten zu können. Sie begann an der New York University zu studieren, auf der sie dann ihr Interesse am Schauspiel entdeckte. 2009 nahm sie Unterricht bei der Schauspiellehrerin Susan Batson.
2011 war sie bei einem Gastauftritt in der Serie Law & Order: Special Victims Unit erstmals vor der Kamera zu sehen. Ein Jahr später spielte sie eine kleine Rolle im Horrorfilm Girls Against Boys. Danach folgten Auftritte in den Serien Deception, Good Wife, Unforgettable und Mozart in the Jungle. Von 2014 bis 2015 war sie als Liza ein einer Nebenrolle in der ersten Staffel der Serie Gotham zu sehen. 2015 trat sie als Jayne im Independent-Filmdrama James White auf und übernahm zudem als Connie eine Nebenrolle in der einzig produzierten Staffel der Serie The Slap. 2016 stellte sie in Ang Lees Filmdrama Die irre Heldentour des Billy Lynn Faison Zorn, eine Cheerleaderin der Dallas Cowboys, dar. Es folgten Auftritte in The Knick, The Code und als Ruby im Filmdrama The Assistant aus dem Jahr 2019. Danach trat sie schauspielerisch erst wieder in Salem’s Lot – Brennen muss Salem in Erscheinung.

## Filmografie (Auswahl)
- 2011: Law & Order: Special Victims Unit (Fernsehserie, Episode 13x04)
- 2012: Girls Against Boys
- 2013: Deception (Fernsehserie, 3 Episoden)
- 2013: Good Wife (The Good Wife, Fernsehserie, Episode 4x20)
- 2013: Unforgettable (Fernsehserie, 2 Episoden)
- 2014: Mozart in the Jungle (Fernsehserie, 2 Episoden)
- 2014–2015: Gotham (Fernsehserie, 7 Episoden)
- 2015: James White
- 2015: The Slap (Fernsehserie, 8 Episoden)
- 2015: The Knick (Fernsehserie, 2 Episoden)
- 2016: Die irre Heldentour des Billy Lynn (Billy Lynn's Long Halftime Walk)
- 2019: The Code (Fernsehserie, Episode 1x03)
- 2019: The Vanishing Princess (Kurzfilm, auch Drehbuch und Regie)
- 2019: Light Years
- 2019: The Assistant
- 2024: Salem’s Lot – Brennen muss Salem (Salem’s Lot)
- 2025: Bury Me When I'm Dead